# Wilhelm Barlais
Wilhelm Barlais (frz: Guillaume Barlais; * vor 1262; † um 1305) war durch Ehe Herr von Beirut im Königreich Jerusalem.
Seine Herkunft ist nicht überliefert, ebenso ist unbekannt in welchem Verwandtschaftsverhältnis er zu Amalrich Barlais stand, insbesondere ob er mit dessen gleichnamigem Sohn identisch sei.
1277 heiratete er in erster Ehe Isabella von Ibelin, Herrin von Beirut, die Witwe von Hugo II. von Zypern († 1267), Hamo le Strange († 1274) und Nicolas l’Aleman († 1277) war. Aus ihrem Recht regierte er als Herr von Beirut bis Isabella 1282 kinderlos starb und die Herrschaft an deren Schwester Eschiva von Ibelin und deren Ehemann Humfried von Montfort, Herr von Tyrus, fiel.
Nach 1282 heiratete Wilhelm in zweiter Ehe, Alix de la Mandelée, die Tochter des Wilhelm von Mandelée, Herr von Scandaleon. Er starb um 1305. Alix heiratete nach seinem Tod Ague von Bethsan († 1345/53, Haus Béthune).